# Hieracium subrigidum
Hieracium subrigidum là một loài thực vật có hoa trong họ Cúc. Loài này được Almq. ex Stenstr. mô tả khoa học đầu tiên năm 1889.